# Hyalinobatrachium
Hyalinobatrachium es un género de anfibios anuros de la familia de las ranas de cristal (Centrolenidae). Se distribuyen desde las regiones tropicales de México hasta Argentina y el sureste de Brasil.

## Especies
Se reconocen las siguientes 33 especies:
- Hyalinobatrachium adespinosai Guayasamin, Vieira, Glor & Hutter, 2019
- Hyalinobatrachium anachoretus[2] Twomey, Delia & Castroviejo-Fisher, 2014
- Hyalinobatrachium aureoguttatum (Barrera-Rodríguez & Ruiz-Carranza, 1989)
- Hyalinobatrachium bergeri (Cannatella, 1980)
- Hyalinobatrachium cappellei Van Lidth de Jeude, 1904
- Hyalinobatrachium carlesvilai Castroviejo-Fisher, Padial, Chaparro, Aguayo & De la Riva, 2009
- Hyalinobatrachium chirripoi (Taylor, 1958)
- Hyalinobatrachium colymbiphyllum (Taylor, 1949)
- Hyalinobatrachium dianae[3] Kubicki, Salazar & Puschendorf, 2015
- Hyalinobatrachium duranti (Rivero, 1985)
- Hyalinobatrachium esmeralda Ruiz-Carranza & Lynch, 1998
- Hyalinobatrachium fleischmanni (Boettger, 1893)
- Hyalinobatrachium fragile (Rivero, 1985)
- Hyalinobatrachium guairarepanense Señaris, 2001
- Hyalinobatrachium iaspidiense (Ayarzagüena, 1992)
- Hyalinobatrachium ibama Ruiz-Carranza & Lynch, 1998
- Hyalinobatrachium kawense[4] Castroviejo-Fisher, Vilà, Ayarzagüena, Blanc & Ernst, 2011
- Hyalinobatrachium mesai Barrio-Amorós & Brewer-Carias, 2008
- Hyalinobatrachium mondolfii Señaris & Ayarzagüena, 2001
- Hyalinobatrachium muiraquitan Oliveira & Hernández-Ruz, 2017
- Hyalinobatrachium munozorum (Lynch & Duellman, 1973)
- Hyalinobatrachium orientale (Rivero, 1968)
- Hyalinobatrachium orocostale (Rivero, 1968)
- Hyalinobatrachium pallidum (Rivero, 1985)
- Hyalinobatrachium pellucidum (Lynch & Duellman, 1973)
- Hyalinobatrachium talamancae (Taylor, 1952)
- Hyalinobatrachium tatayoi Castroviejo-Fisher, Ayarzagüena & Vilà, 2007
- Hyalinobatrachium taylori (Goin, 1968)
- Hyalinobatrachium tricolor[4] Castroviejo-Fisher, Vilà, Ayarzagüena, Blanc & Ernst, 2011
- Hyalinobatrachium valerioi (Dunn, 1931)
- Hyalinobatrachium vireovittatum (Starrett & Savage, 1973)
- Hyalinobatrachium viridissimum  (Taylor, 1942)
- Hyalinobatrachium yaku Guayasamin, Cisneros-Heredia, Maynard, Lynch, Culebras & Hamilton, 2017[5][6]